# Трофимова, Александра Григорьевна
Александра Григорьевна Трофимова (18 мая 1924 г.  Москва, СССР — 15 ноября 1973 г. Москва, СССР) — советский историк и этнограф.

## Биография
После учебы на историческом факультете Московского государственного университета, где она специализировалась по этнографии народов Кавказа, А.Г.Трофимова закончила аспирантуру (1949–1952) Института этнографии АН СССР. В 1953 – 1957 годах она работала в Баку старшим научным сотрудником Института истории АН Азербайджанской ССР.
А.Г.Трофимова активно участвовала в работе этнографических экспедиций. При этом большое внимание она уделяла фиксации тех артефактов, которые ей удавалось увидеть в «поле», в местных музеях, на улицах селений и городов.